# Кароль Юзеф Сапега
Кароль Юзеф Сапєга (пол. Karol Józef Sapieha, до 1718 — 20 березня 1768, Вишничі, Берестейське воєводство) — державний діяч Речі Посполитої, граф.

## Коротка біографія
Найстарший син Владислава та його третьої дружини Христини з Сангушків. Брат мстиславльського воєводи Ігнатія. 

## Служба
Маршалок берестейського сеймика в 1718. Писар польний литовський з 1730 до 1748. В 1733 році на виборах короля підтримав кандидатуру Станіслава Лещинського. Один із небагатьох Сопігів перейшов на бік Августа III. В 1735 році став командувачем гусарської хоругви королівського знаку. 3 серпня 1744 нагороджений Орденом Білого Орла. Восени 1745 року пробував бути посередником в суперечці між гетьманом литовським Михайлом Казимиром Радзивіллом «Рибонькою» та сандомирським воєводою Яном Тарлом в їх суперечці через Жовкву. Воєвода берестейський з 1748 року за сприяння Яна Фридерика Сапеги. На виборах короля 1763 року підтримав Станіслава Августа Понятовського. 9 травня 1766 року отримав від короля Орден Святого Станіслава. Помер у своїй родовій резиденції в Вишничах.

## Релігійні погляди
В 1753 році фундував греко-католицьку церкву Різдва Діви Марії в Масломучі.

## Власність, господарська діяльність
Писався «паном на Вишничах і Романові». Від Януша Сангушка на 6 років видержавив Пиків на Поділлі, в лютому 1754 року не давав можливості учасникам «кольбушовської трансакції» доступу до нього.

## Сім'я
Дружина Маріанна (Марія Казимира) Фірлей (†1737) — донька любельського старости Юзефа Станіслава. Дітей не мали.